# Protogonodon
Il protogonodonte (gen. Protogonodon) è un mammifero estinto, appartenente ai procreodi. Visse nel Paleocene inferiore (circa 63 – 62 milioni di anni fa) e i suoi resti fossili sono stati ritrovati in Nordamerica.

## Descrizione
Questo animale era della taglia di un odierno ghiottone, e forse assomigliava a quest'ultimo anche per la corporatura. Protogonodon era caratterizzato dalle cuspidi dei molari estremamente rigonfie e dallo smalto dei molari e dei premolari molto corrugato. Differiva da forme simili come Loxolophus nella taglia molto maggiore e, oltre che nelle caratteristiche dentarie già accennate in precedenza, anche per una forma diversa del secondo molare inferiore, in cui il talonide era più corto e stretto del trigonide. 

## Classificazione
I primi fossili di questo animale vennero trovati nel bacino di San Juan in Nuovo Messico, e vennero descritti da Edward Drinker Cope come Mioclaenus pentacus nel 1888. Quattro anni dopo, Scott attribuì questa specie a un nuovo genere, Protogonodon. Oltre alla specie tipo sono note anche P. biatheles dello Utah e P. faulkneri dello Wyoming, distinte dalla specie tipo per alcune caratteristiche dentarie. Per lungo tempo il genere Protogonodon è stato confuso con Loxolophus, ma ricerche più recenti hanno messo in luce importanti differenze tra le due forme (Kondrashov e Lucas, 2015).
Protogonodon è un rappresentante dei procredi, un gruppo di mammiferi arcaici che si svilupparono appena dopo l'estinzione dei dinosauri, nel Paleocene inferiore, andando a occupare svariate nicchie ecologiche lasciate libere dai grandi rettili. Protogonodon sembrerebbe essere stato un membro della famiglia Arctocyonidae, affine all'enigmatico Loxolophus.

## Paleobiologia
Protogonodon doveva essere un mammifero ancora poco specializzato, probabilmente un onnivoro che si cibava di una notevole varietà di cibi. La specializzazione di questo animale consisteva nella taglia, davvero notevole se rapportata a quella di altri mammiferi del Paleocene inferiore. 